# 래빗 홀
《래빗 홀》(영어: Rabbit Hole)은 2010년 미국의 드라마 영화이다. 존 캐머런 미첼이 감독을 맡았다. 데이비드 린지어베어의 2006년 동명 희곡이 원작이며, 린지어베어가 각색도 담당하였다. 니콜 키드먼, 에런 엑하트, 다이앤 위스트 등이 출연했다.
니콜 키드먼은 이 영화를 통해 2011년 제83회 아카데미상 여우주연상, 제68회 골든 글로브상 드라마 영화 부문 여우주연상을 비롯해 유수한 영화상의 여우주연상 후보에 올랐다.

## 줄거리
베카와 하우이 부부는 8개월 전 4살 아들 대니를 교통 사고로 잃은 뒤로 슬픔을 극복하려고 애쓰고 있다. 베카는 집을 팔고 새 출발을 하고 싶어하고, 하우이는 아들과 관련된 물건들을 자꾸 없애려고 하는 베카와 갈등한다.
부부 사이에 균열이 계속되면서 하우이는 홀로 나가는 집단 심리 치료에서 만난 개비와 가까워진다. 한편 베카는 하우이에게 알리지 않고 교통 사고 가해자인 10대 소년 제이슨과 만나 대화를 나눈다.

## 출연
- 니콜 키드먼 - 리베카 "베카" 코벳 역
- 에런 엑하트 - 하워드 "하우이" 코벳 역
- 다이앤 위스트 - 냇, 베카의 어머니 역
- 마일스 텔러 - 제이슨, 교통사고 가해자 역
- 태미 블랜처드 - 이지, 베카의 동생 역
- 샌드라 오 - 개비, 집단 심리 치료 참석자 역
- 잔카를로 에스포시토 - 오기 역
- 존 테니 - 릭 역
- 스티븐 메일러 - 케빈 역
- 마이크 도일 - 크레이그 역
- 로버타 월럭 - 론다 역
- 퍼트리샤 컬렘버 - 페그 역
- 앨리 마시 - 도나 역
- 예타 고츠먼 - 애나 역
- 콜린 미첼  - 샘 역
- 디드러 굿윈 - 리마 역
- 줄리 로런 - 데비 역
- 롭 캠벨 - 밥 역

## 기타 제작진
- 공동 제작: 캐럴라인 야츠코, 제프 린빌
- 배역: 시그 더미겔, 스티븐 빈센트
- 미술: 칼리나 이바노프
- 세트: 다이애나 솔즈버그
- 의상: 앤 로스